# Unidos da Mangueira (Uruguaiana)
A Sociedade Recreativa Cultural Escola de Samba Unidos da Mangueira carinhosamente conhecida como Mangueirinha é uma escola de samba do carnaval de Uruguaiana, que nunca desfilou entre as grande do carnaval de Uruguaiana, batendo na porta em 2003 e 2008.Com suas cores verde, rosa e branco, não tem uma sede própria e costuma ensaiar na rua General Canabarro.

## Carnavais
| Ano  | Colocação   | Grupo | Enredo                                  | Ref.          |
| ---- | ----------- | ----- | --------------------------------------- | ------------- |
| 2003 | Vice-campeã | 2º    | Sublime e a Magia da Natureza.          | [ 2 ] [ 3 ]   |
| 2004 | 3º lugar    | 2º    |                                         | [ 4 ]         |
| 2005 | 2º lugar    | 2º    |                                         | [ 5 ]         |
| 2006 | 5º lugar    | 2º    |                                         | [ 6 ]         |
| 2007 | 5º lugar    | 2º    | Os 7 Pecados Capitais.                  | [ 7 ]         |
| 2008 | Vice-campeã | 2º    |                                         | [ 8 ]         |
| 2009 |             | 2º    | Circo, a história mágica                | [ 9 ]         |
| 2010 | 4º lugar    | 2º    |                                         | [ 10 ]        |
| 2011 | 3º lugar    | 2º    |                                         | [ 11 ]        |
| 2012 | 4º lugar    | 2º    |                                         | [ 12 ]        |
| 2013 | Vice-campeã | 2º    |                                         | [ 13 ]        |
| 2014 | Campeã      | 2º    |                                         | [ 14 ] [ 15 ] |
| 2015 | 4º lugar    | 2º    | Chacrinha, O Velho Guerreiro            | [ 16 ] [ 17 ] |
| 2016 | 3º lugar    | 2º    | Lupicínio Rodrigues - O Boêmio da Noite | [ 18 ] [ 19 ] |
| 2017 | Vice-campeã | 2     |                                         | [ 20 ]        |

## Títulos
- Campeã do Grupo 2: 2014